# Étoile Filante Ouagadougou
Étoile Filante Ouagadougou is een Burkinese voetbalclub uit de hoofdstad Ouagadougou.

## Erelijst
Landskampioen
1965, 1985, 1986, 1988, 1990, 1991, 1992, 1993, 1994, 2001, 2008, 2014
Beker van Burkina Faso
1963, 1964, 1965, 1968, 1970, 1972, 1975, 1976, 1985, 1988, 1990, 1992, 1993, 1996, 1999, 2000, 2001, 2003, 2006, 2008, 2011, 2017
Burkinabé Leaders Cup
1991, 1999
Burkinabé SuperCup
1993/94, 1995/96, 1998/99, 2002/03, 2005/06

## Bekende (ex-)spelers
- Daouda Diakité

AJEB · US Comoé de Banfora · Racing Club de Bobo · AS Douanes · AS Faso-Yennenga · AS Fonctionnaires · US Forces Armées · Rail Club du Kadiogo · ASEC Koudouguou · Majestic SC · Étoile Filante Ouagadougou · US Ouagadougou · AS Police · Rahimo FC · Salitas FC · AS SONABEL